# Украинский переулок (Таганрог)
Украинский переулок — переулок в центральной исторической части Таганрога.

## География

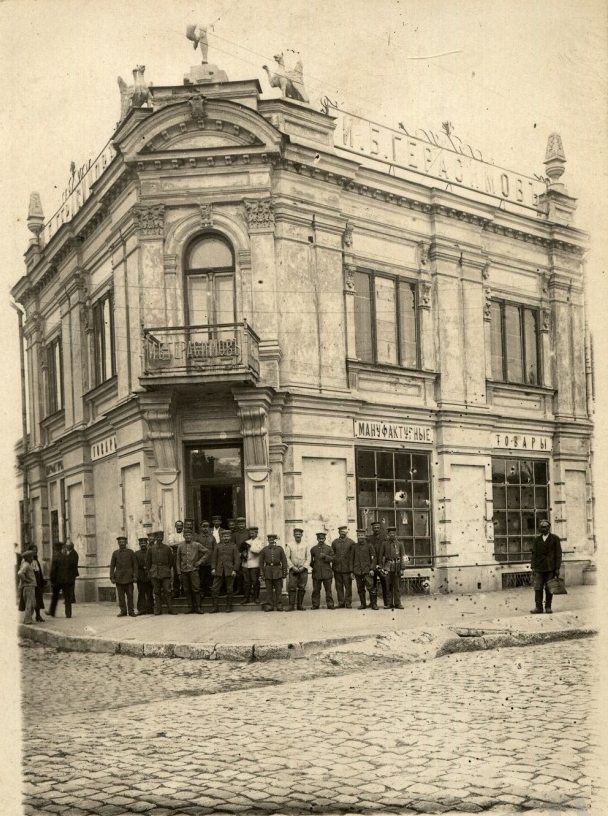
Таганрог Здание на пересечении Украинского пер. и ул. Петровской

Расположен между Портовой улицей и Пушкинской улицей. Протяжённость 1500 м. Нумерация домов ведётся от Портовой улицы.

## История
Прежние названия — Третий Поперечный пер., Коммерческий пер. Переименован в 1923 году.
В начале XX века была выпущена почтовая открытка с изображением дома на пересечении улицы Петровской и Украинского переулка. В здании размещался магазин мануфактурных товаров таганрогского купца И. Б. Герасимова. В 1990-х годах началась полная реконструкция здания с надстройкой мансардного этажа, прорезкой новых окон, перепланировкой и уничтожением прежнего фасада, которая не закончена по состоянию на июль 2018 года.
На месте современного многоэтажного дома на углу улицы Фрунзе, 1 и Украинского переулка ранее стоял, упоминаемый с 1873 года, особняк австрийского подданного Г. П. Збиза. Дом снесен.

## В переулке расположены
- Детская музыкальная школа им. П. И. Чайковского — Украинский пер., 8.
- Гостевой Дом Плотниковых — угол Украинский пер. и Петровская ул., 37.
- Центральная детская площадка — бульвар между Петровской улицей и Октябрьской площадью.

## Памятники
- Памятник Королёву и Гагарину (Таганрог) — располагался с 1979 года на углу ул. Ленинской и Украинского переулка[3]. В 2002 году, когда радиоуниверситет отмечал 50-летие, памятник перенесли к корпусу «А» ТРТИ[4], а на старом месте до 2021 года была расположена Центральная детская площадка.